# 敷森布
敷森布（?—?），他他拉氏，满洲镶黄旗人。清朝官员，进士出身。曾任员外郎，工部都水司郎中兼公中佐领，翰林院侍讲学士，提调兼总纂修官等职。